# دبرا مسینگ
دبرا لین میسینگ (به انگلیسی: Debra Lynn Messing) (زاده ۱۵ اوت ۱۹۶۸ در نیویورک) بازیگر آمریکایی است.

## فیلم‌شناسی
- عیسی (۱۹۹۹)
- پایان هالیوودی (۲۰۰۲)
- پیشگویی‌های مرد شاپرکی (۲۰۰۲)
- و سپس پالی آمد (۲۰۰۴)
- گارفیلد (۲۰۰۴)
- تاریخ عروسی (۲۰۰۵)
- فصل شکار (۲۰۰۶)
- بنفش بنفشه‌ها (۲۰۰۷)
- زنان (۲۰۰۸)
- جستجو (۲۰۱۸)
- سرسخت (۲۰۲۰)